# 八角形

正八角形

変則的な八角形の例

八角形（はっかくけい、はちかくけい、はちかっけい、はっかっけい）とは、8つの直線で囲まれた多角形。8個の頂点と8本の辺で構成される多角形のこと。
八辺形（はちへんけい）ともいう。
八角形、および、八角形の構造体を、英語では "octagon" といい、日本語でもその音写形である外来語「オクタゴン」がある。

## 正八角形
正八角形においては、一つの外角と中心角は45°で、内角は135°になる。一辺の長さを a とすれば、周長は 8a、面積 A は下記となる。
{\displaystyle A=2a^{2}\cot {\frac {\pi }{8}}=2(1+{\sqrt {2}})a^{2}\approx 4.82843a^{2}.}
{\displaystyle \cos(2\pi /8)}を有理数と平方根で表すことが可能である。
{\displaystyle \cos {\frac {2\pi }{8}}=\cos {\frac {\pi }{4}}=\cos 45^{\circ }={\frac {\sqrt {2}}{2}}={\frac {1}{\sqrt {2}}}}

## 正八角形の作図

正八角形の定規とコンパスによる作図

## 関連事象
- 八角形の内角の和は1080度である。
- 項目を8本の放射線に分けて、8つの項目の大小を対比する図表を、「オクタゴンチャート」という。
- 世界七不思議の一つであるアレクサンドリアの大灯台の建物は、八角形をしていたと伝えられる。
- 古来日本では 2の立方である8は幸運の数とされ、全ての方位や広がりを表す数として好まれている。日本の仏教において、天から見た形が八角形になっている堂宇は「八角堂」の名で呼ばれることが多い。法隆寺夢殿（■画像あり）は八角堂の代表的な一つとして広く知られている。古墳時代の終末期の7世紀半ばには八角墳が築造された。
- カステル・デル・モンテは八角形の形をした城で、それぞれの角にある塔も八角形である[8]（■画像あり）。
- イギリスのブリストル市や、ニュージーランドのダニーデン市の地区名に、「オクタゴン」が存在する。
- 「UFC」など一部の総合格闘技において、金網でできた八角形のリングを「オクタゴン」と呼ぶ。■画像あり。
- 「STOP（止まれ）」を表す道路標識には、赤い八角形を採用している国・地域が比較的多い。■画像あり。
- チャーハンを盛りつける皿が八角形であることが多い。

## ギャラリー

### 星形八角形
星形八角形（ほしがた はっかくけい）は、八角形を生み出す、あるいは、八角形が生み出す、星形の構造をもった図形である。

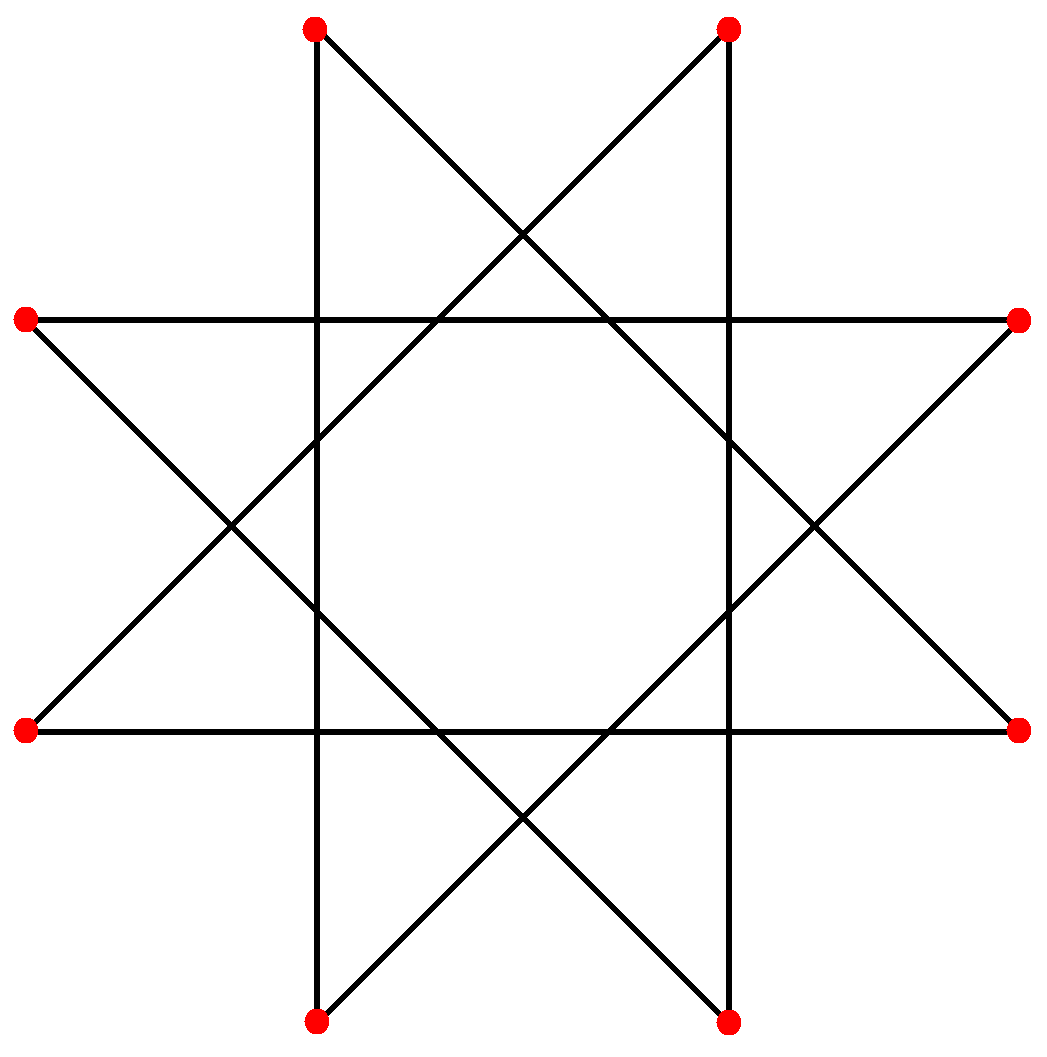

### 紋所
日本の紋所（神紋、家紋、その他）にも、八角形が構成の一部になっている図案と、八角形から生み出された図案が、数多く存在する。ここに挙げたもので6つ目までは、八角形の図案が内側に別の図案を納める「枠（別名：外）」としてデザインされている。7つ目の「角違いに二つ巴」は完成した枠の図案こそ八角形でないが、そこに生まれている図形は6つ目までと同じ過程を経ている。8つ目以降はどこに八角形の構成要素があるのか分かりにくくなっているが、いずれも、作図の過程で円と八角形を描くことが欠かせないものである。また、最後には埼玉県旗を挙げたが、こうして並べることで意匠としては九曜の系統に属することが分かる。

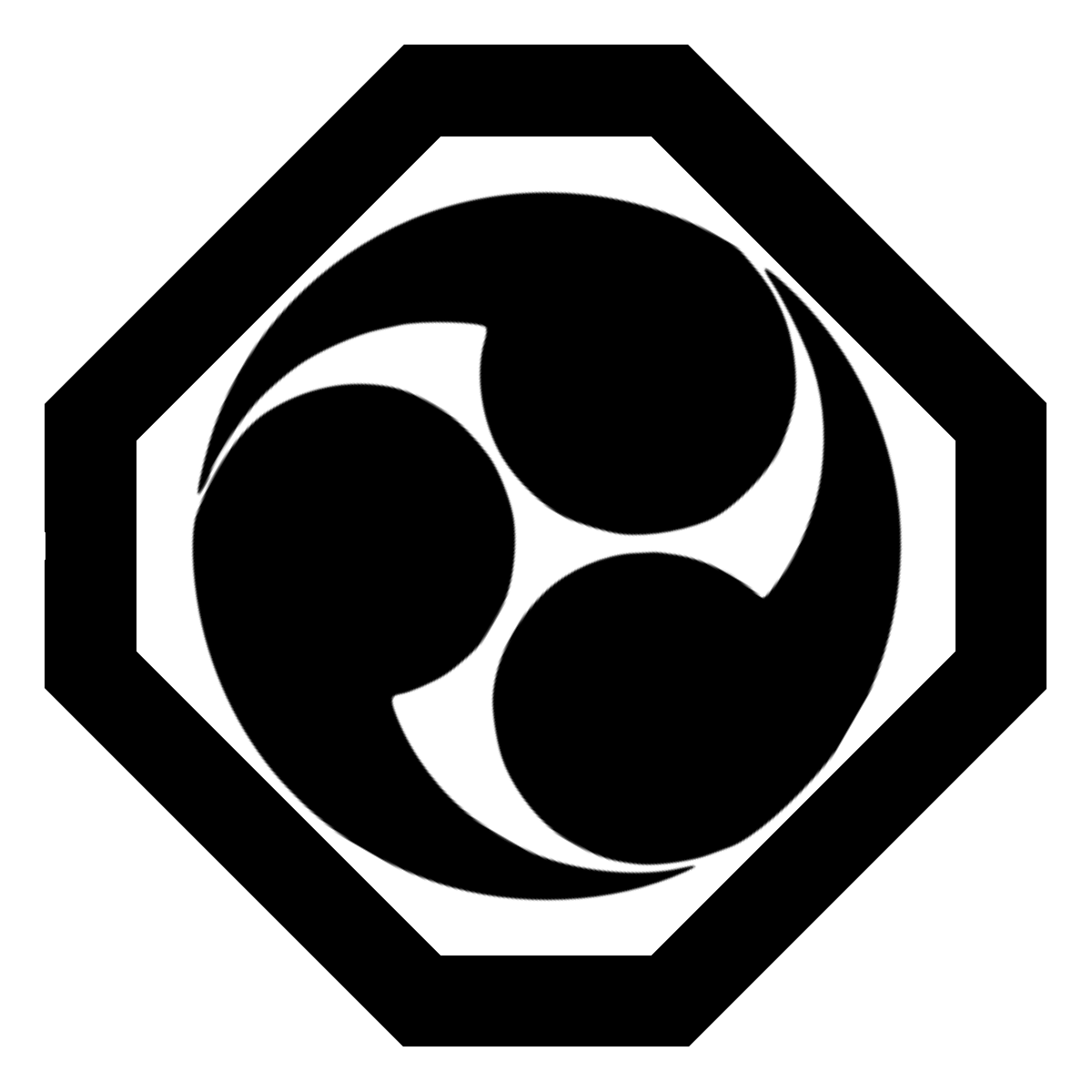
紋所「隅切り角に左三つ巴」
紋所「隅切花菱」
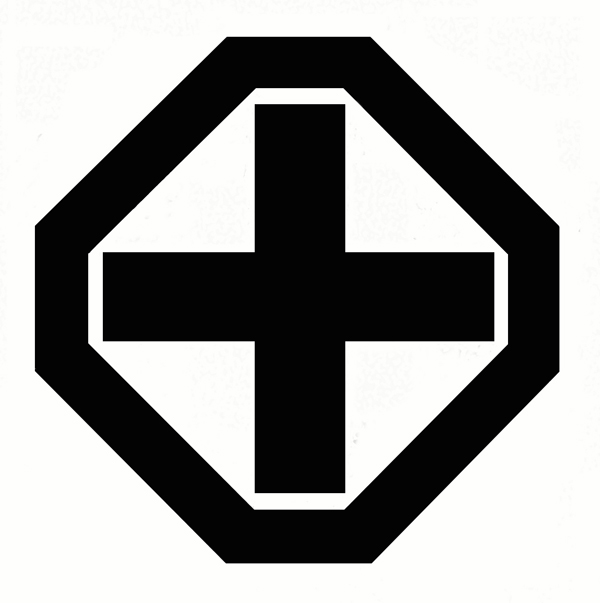
紋所「榧之内十文字」[注 1]
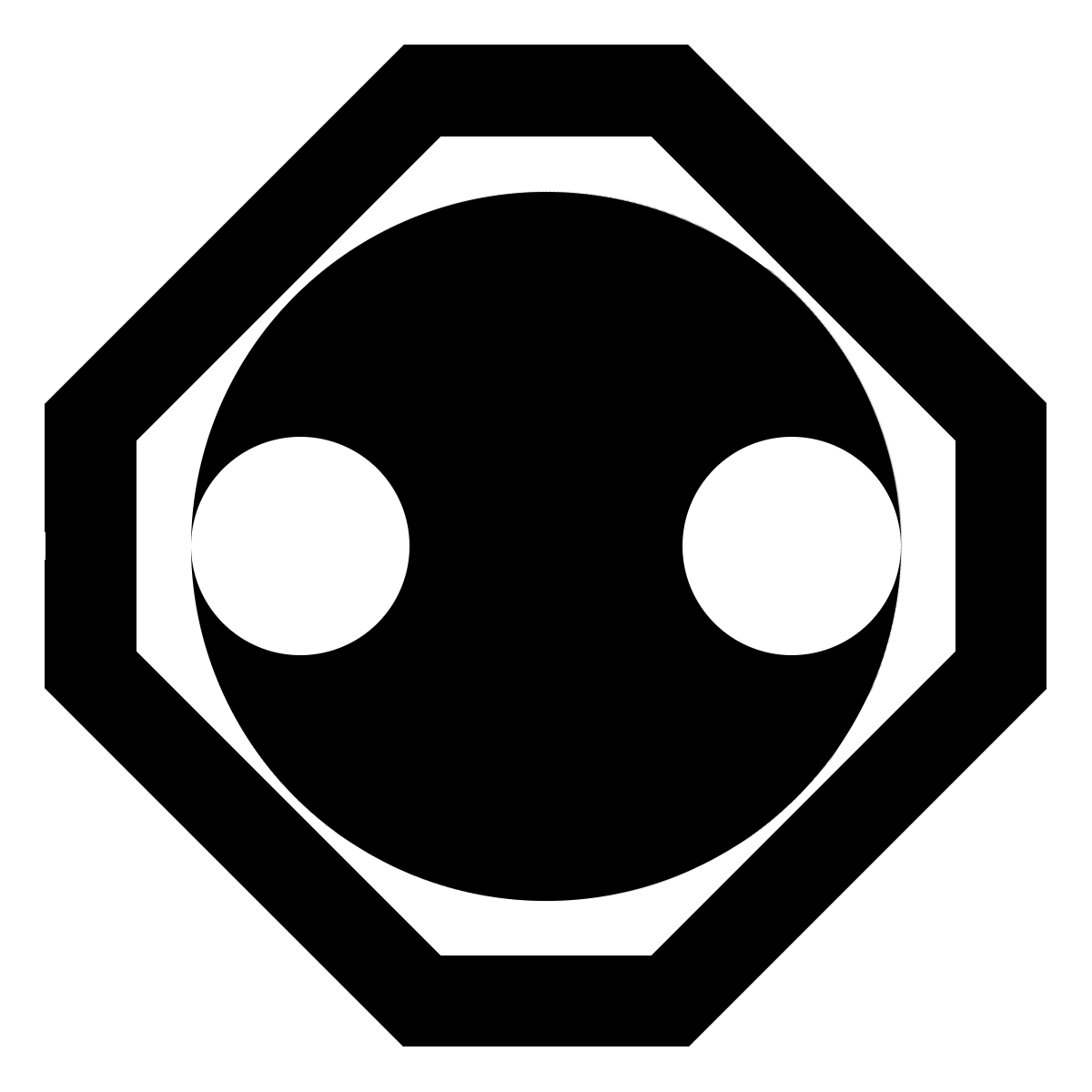
紋所「隅切り角に分銅」
紋所「折敷に縮三文字」
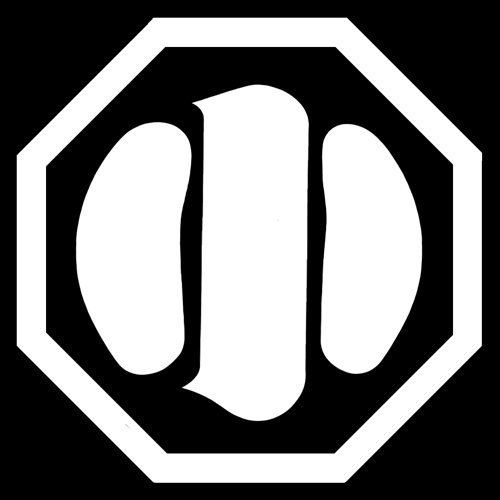
紋所「八角に小の字」（反転・染抜）

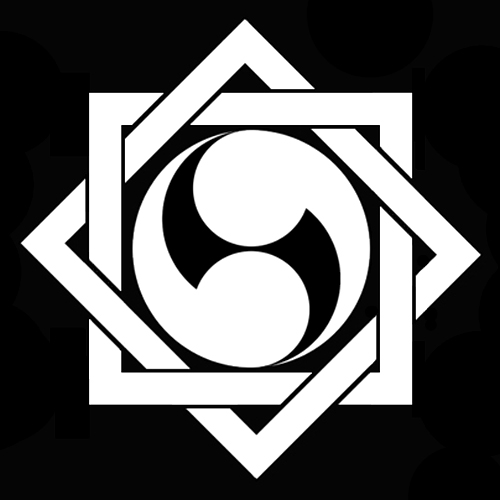
紋所「角違いに二つ巴」（反転・染抜）
紋所「九曜」
紋所「九曜巴」
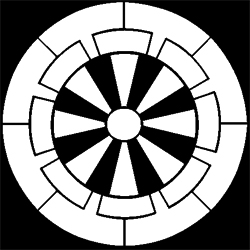
紋所「八本骨源氏車」（反転・染抜）
紋所「旭光」（反転・染抜）
埼玉県旗

### その他
その他、古今東西に見出すことのできる様々な八角形をここに挙げる。

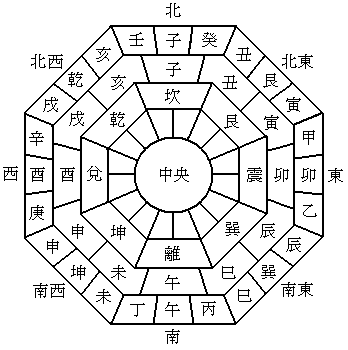
八卦図
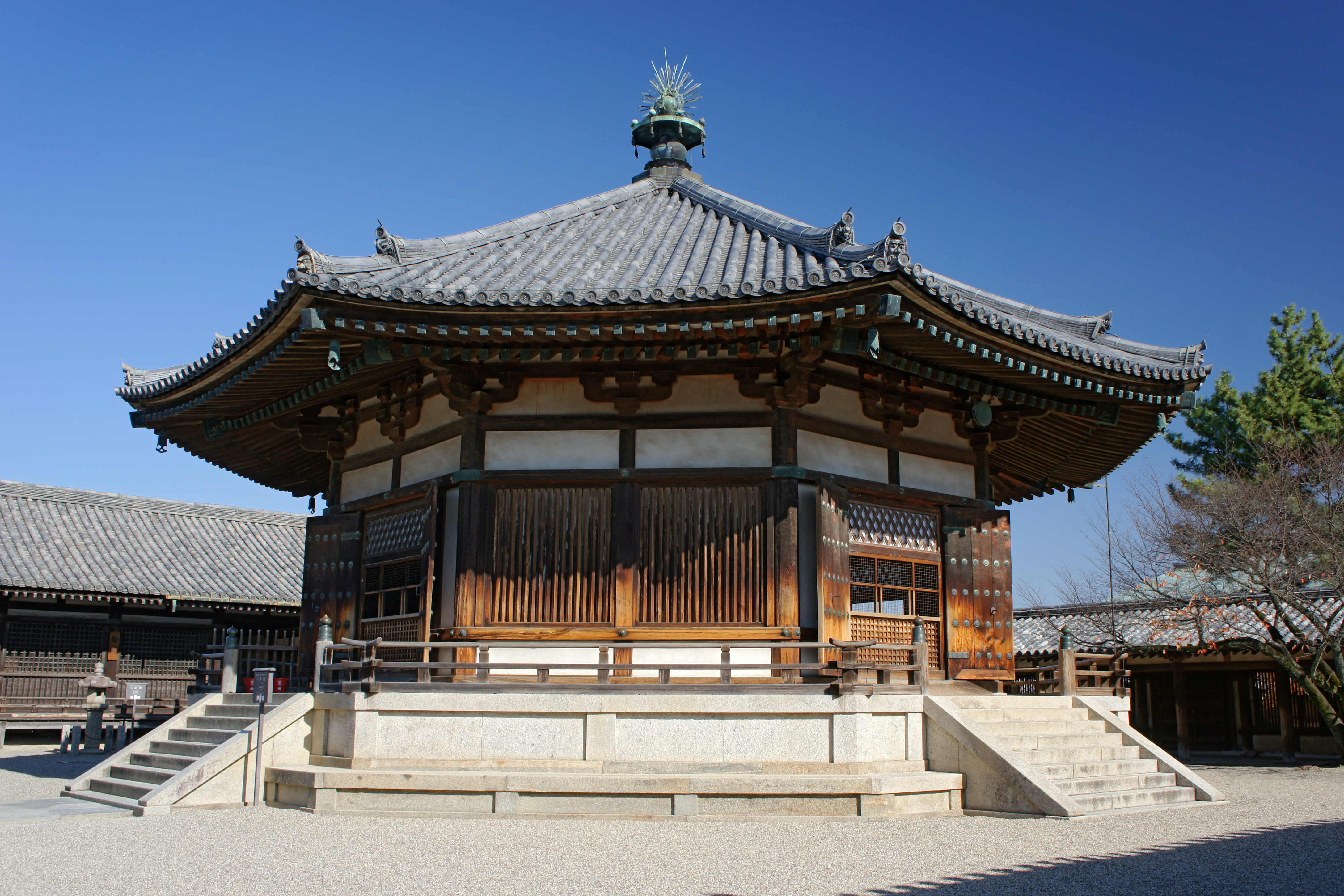
法隆寺夢殿／八角堂の代表的なもの。天平11年（739年）建立、寛喜2年（1230年）改修。
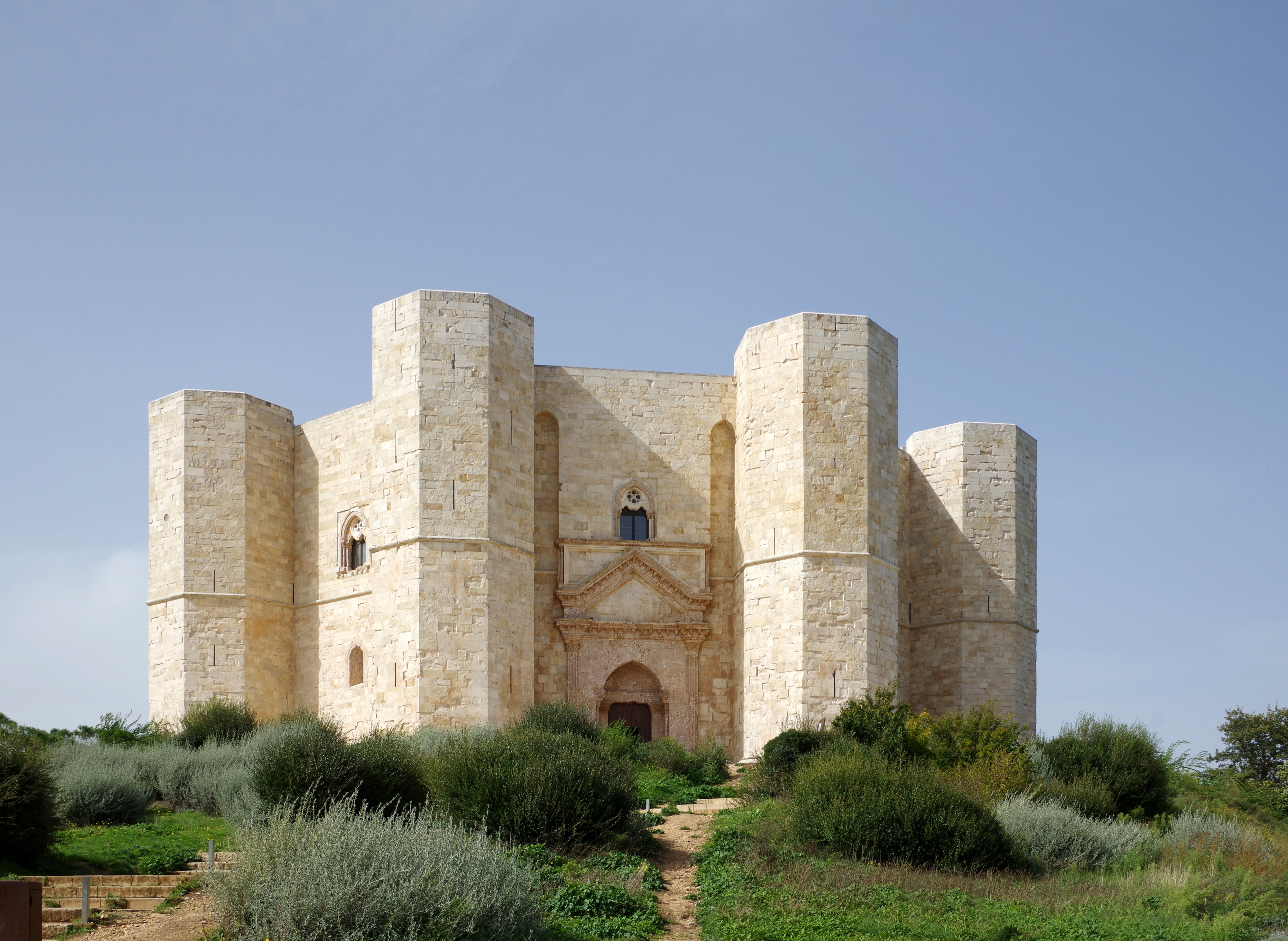
カステル・デル・モンテの全景／南イタリアにある八角形の城塞「デル・モンテ城」。13世紀に建造された。
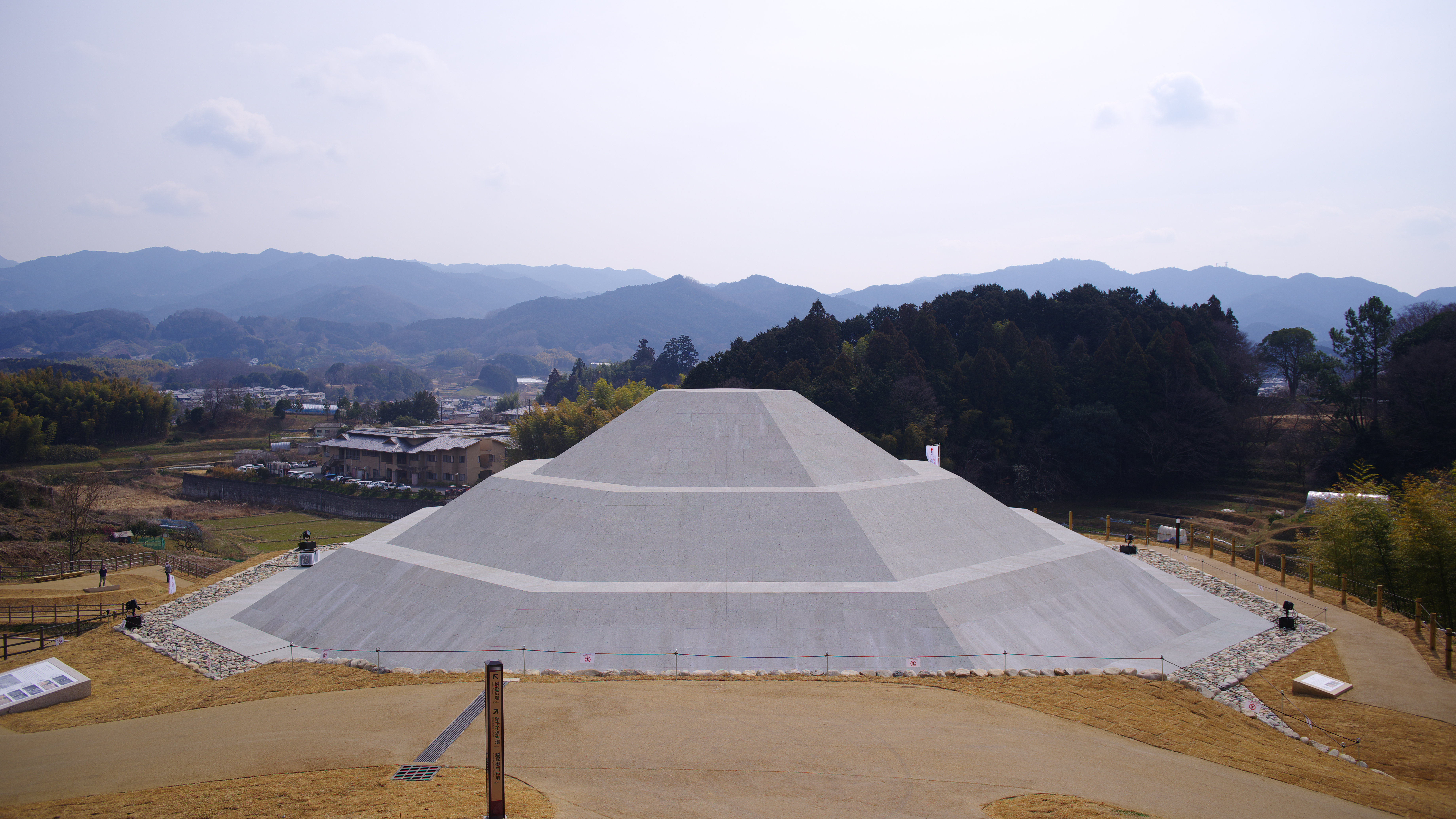
復元された牽牛子塚古墳の外観。
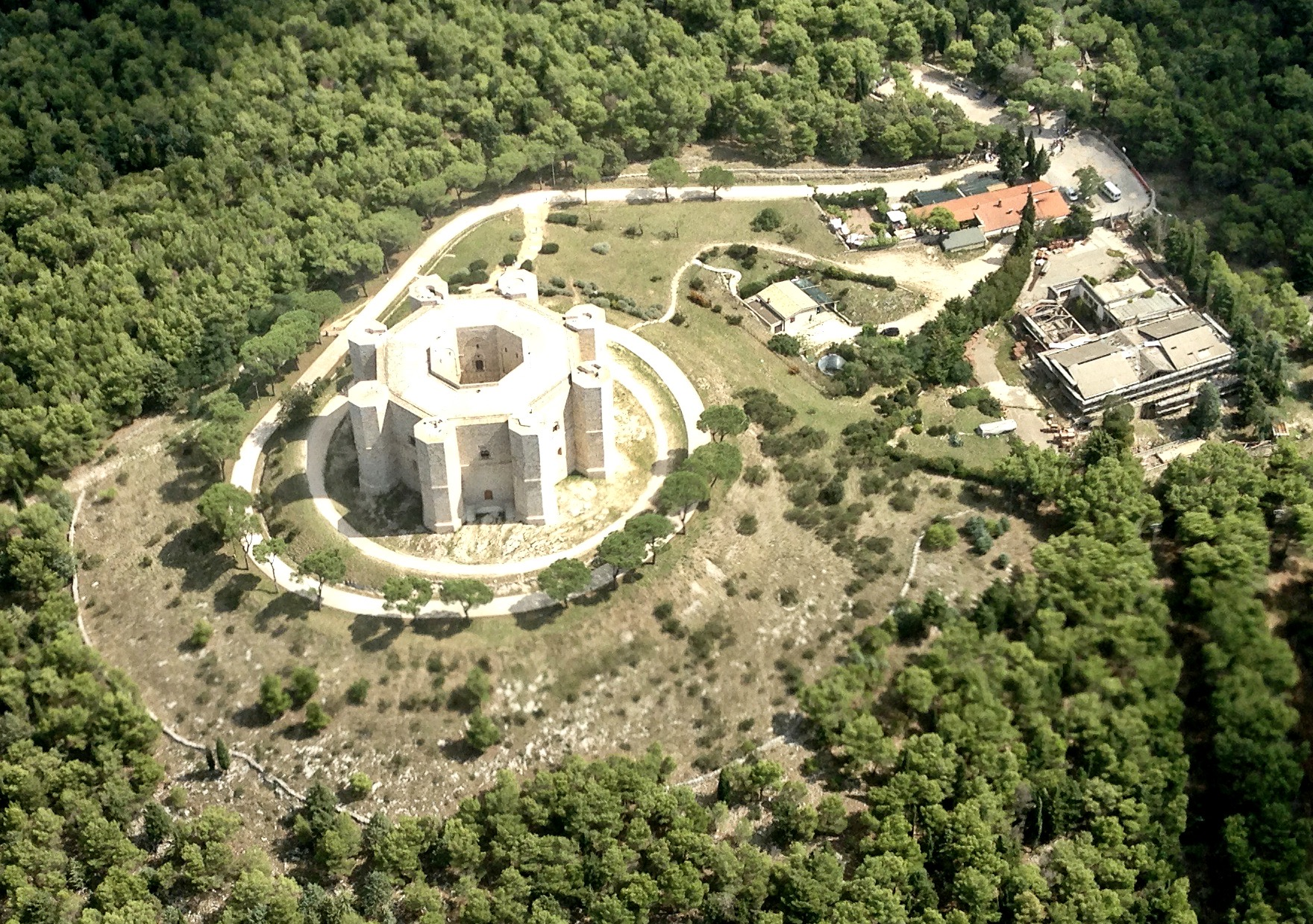
カステル・デル・モンテの鳥瞰
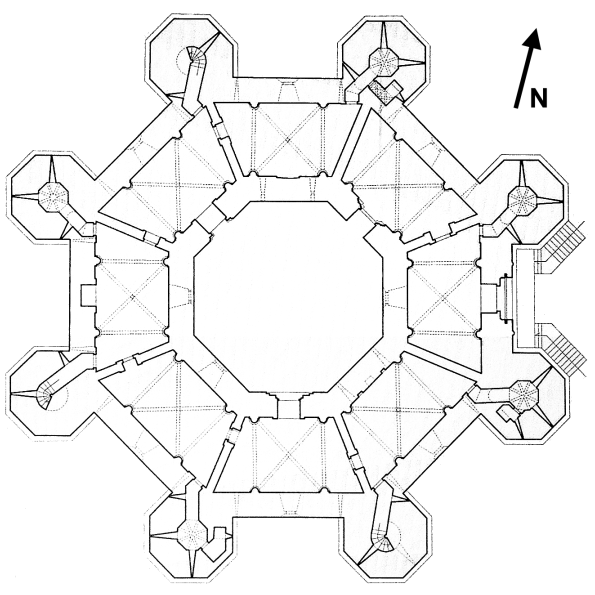
カステル・デル・モンテの設計図
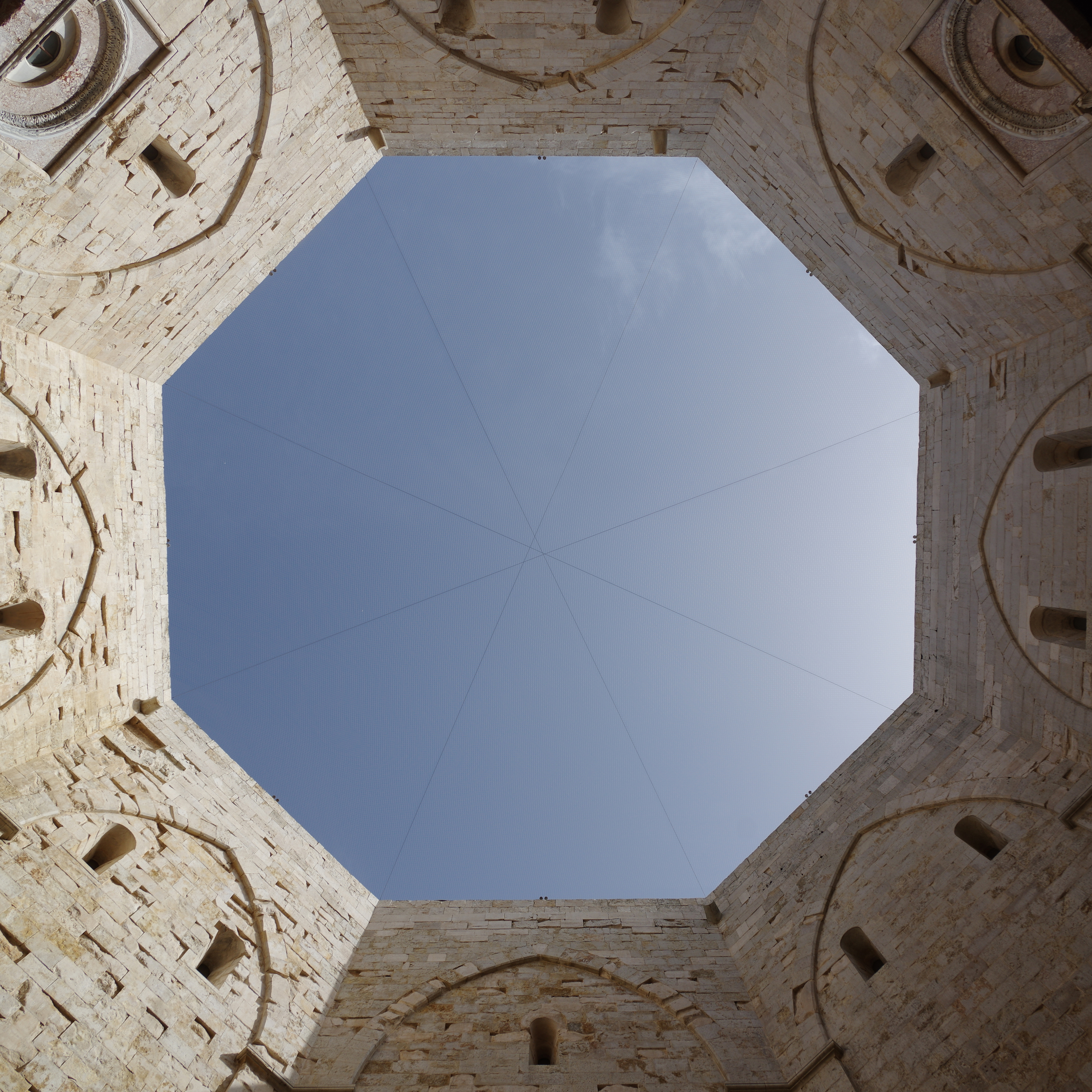
カステル・デル・モンテの城内から空を見上げる。

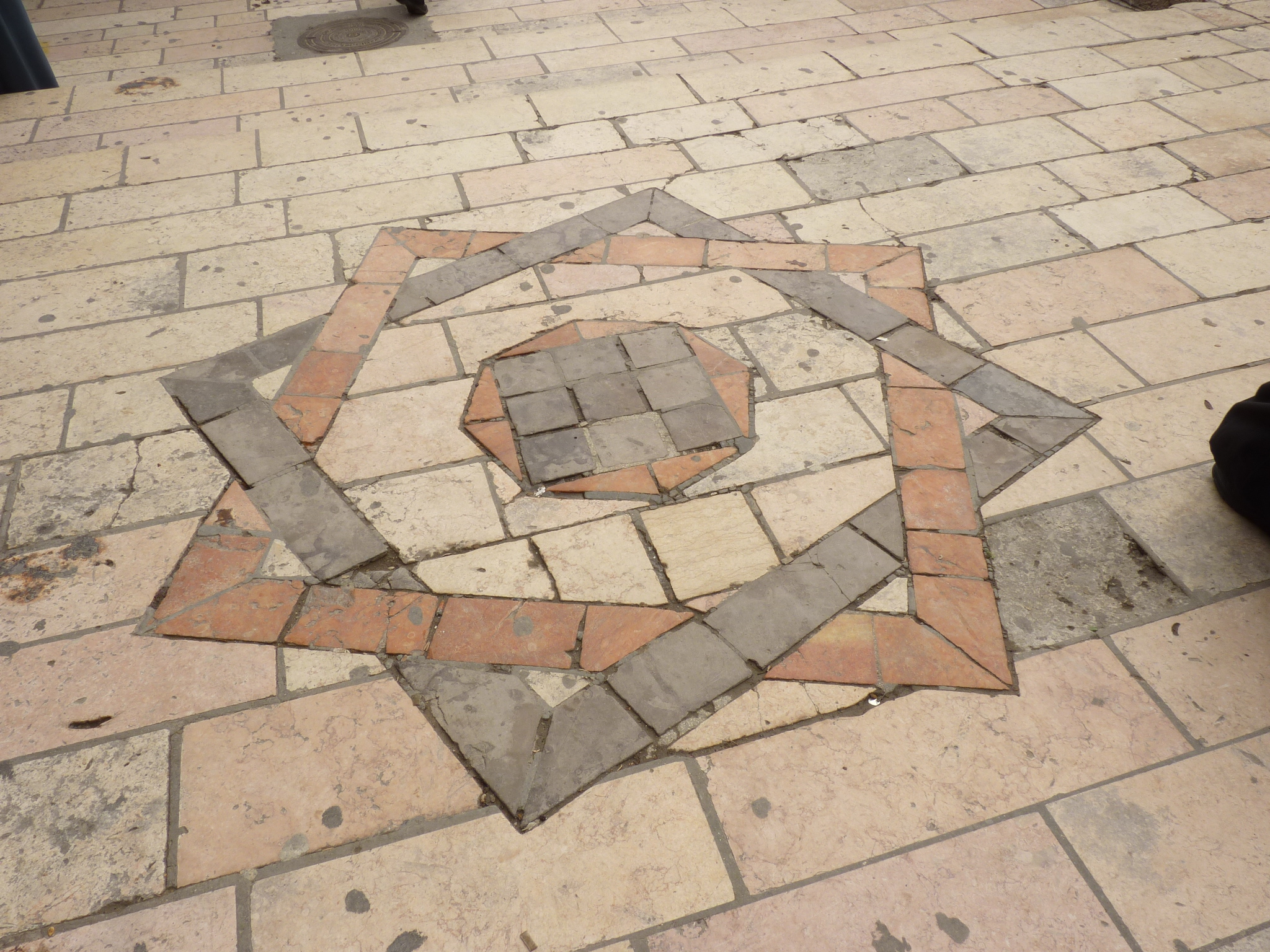
イスラエルはエルサレム旧市街のダマスカス門を通る、ナーブルスへの古街道の石畳に見られる、オクタゴンの道標。
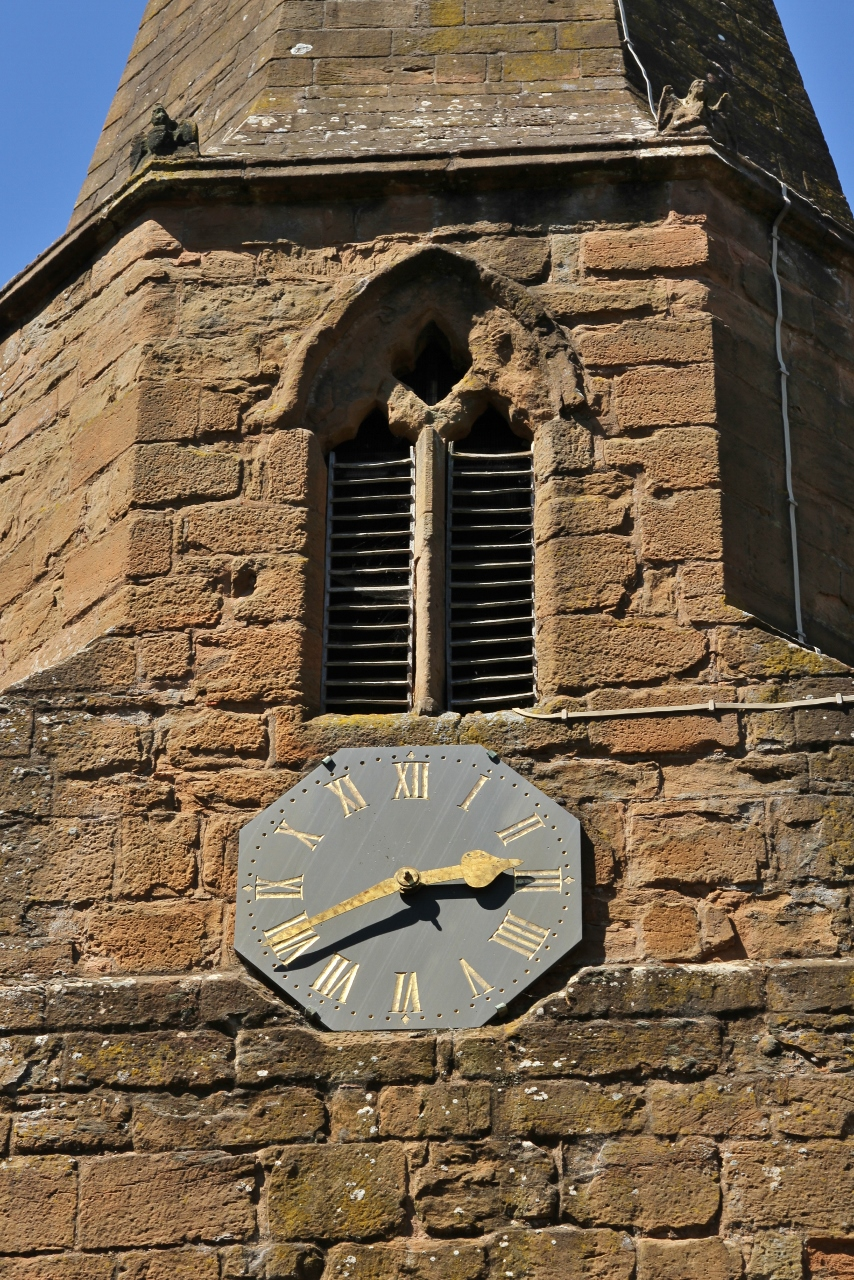
イングランド中央部の町ケニルワース（英語版）にある聖ニコラス教会 (en) の時計塔／塔時計（英語版）は1865年に設置された。
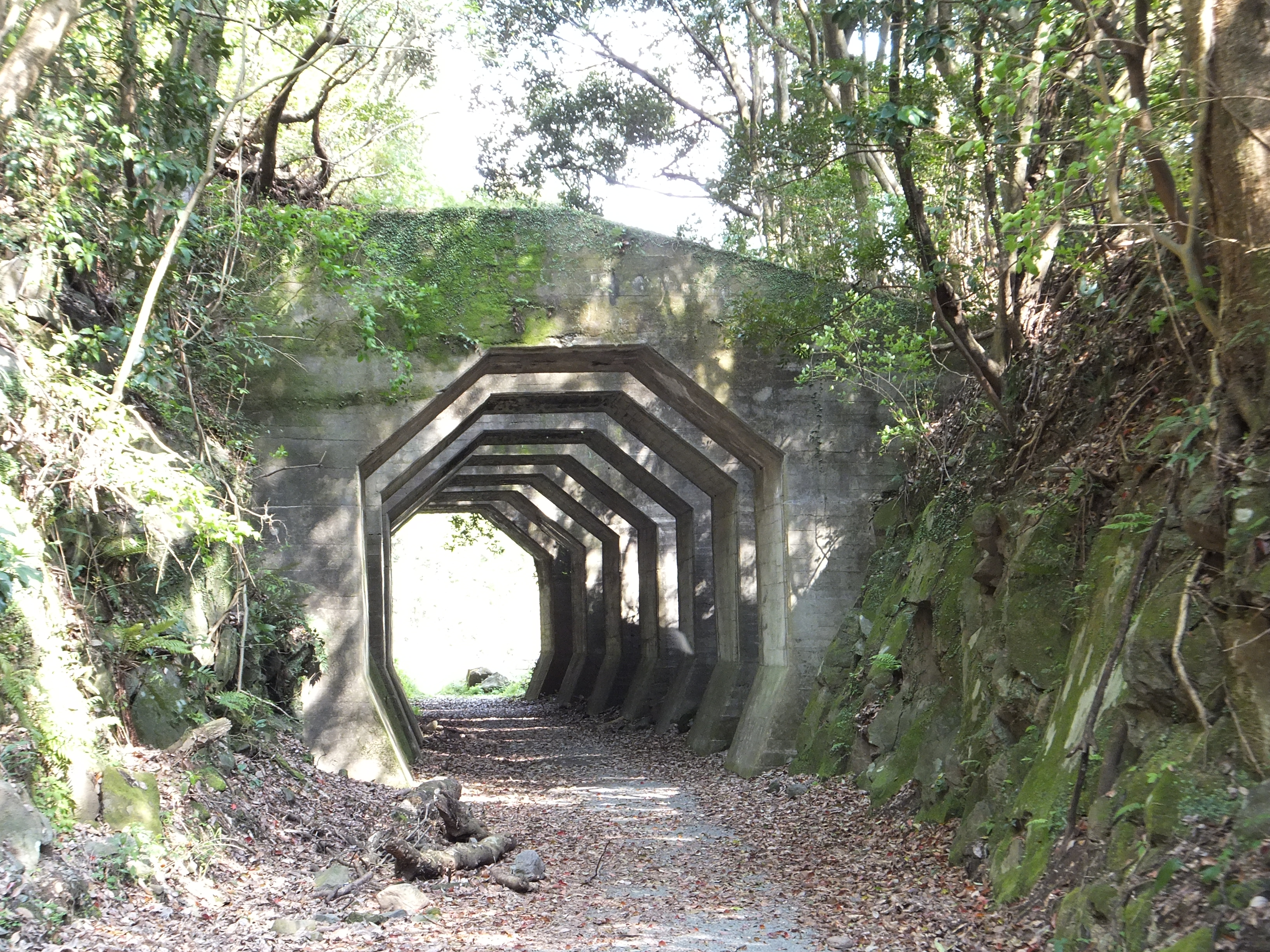
八角トンネル／熊延鉄道の遺構。1956年（昭和31年）建造。
アメリカ合衆国の道路標識 "R1-1: Stop" の図案。
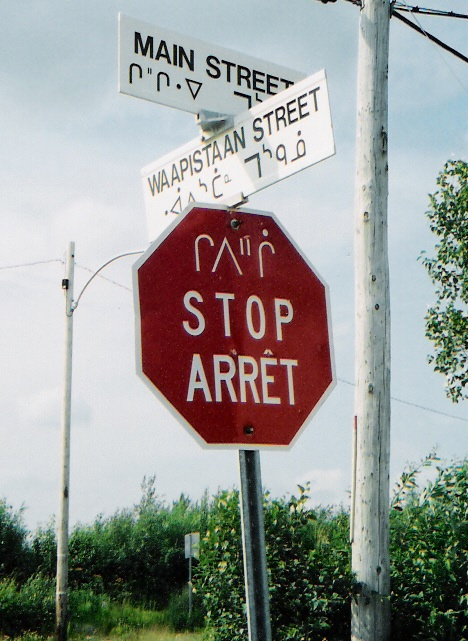
実際の路上における道路標識 "R1-1: Stop"。
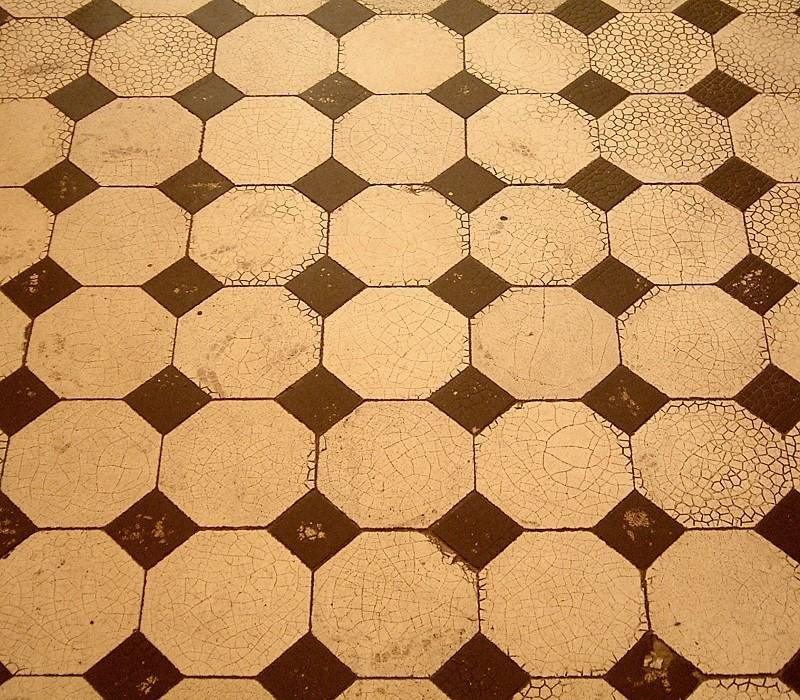
建物の床面にデザインされた八角形。

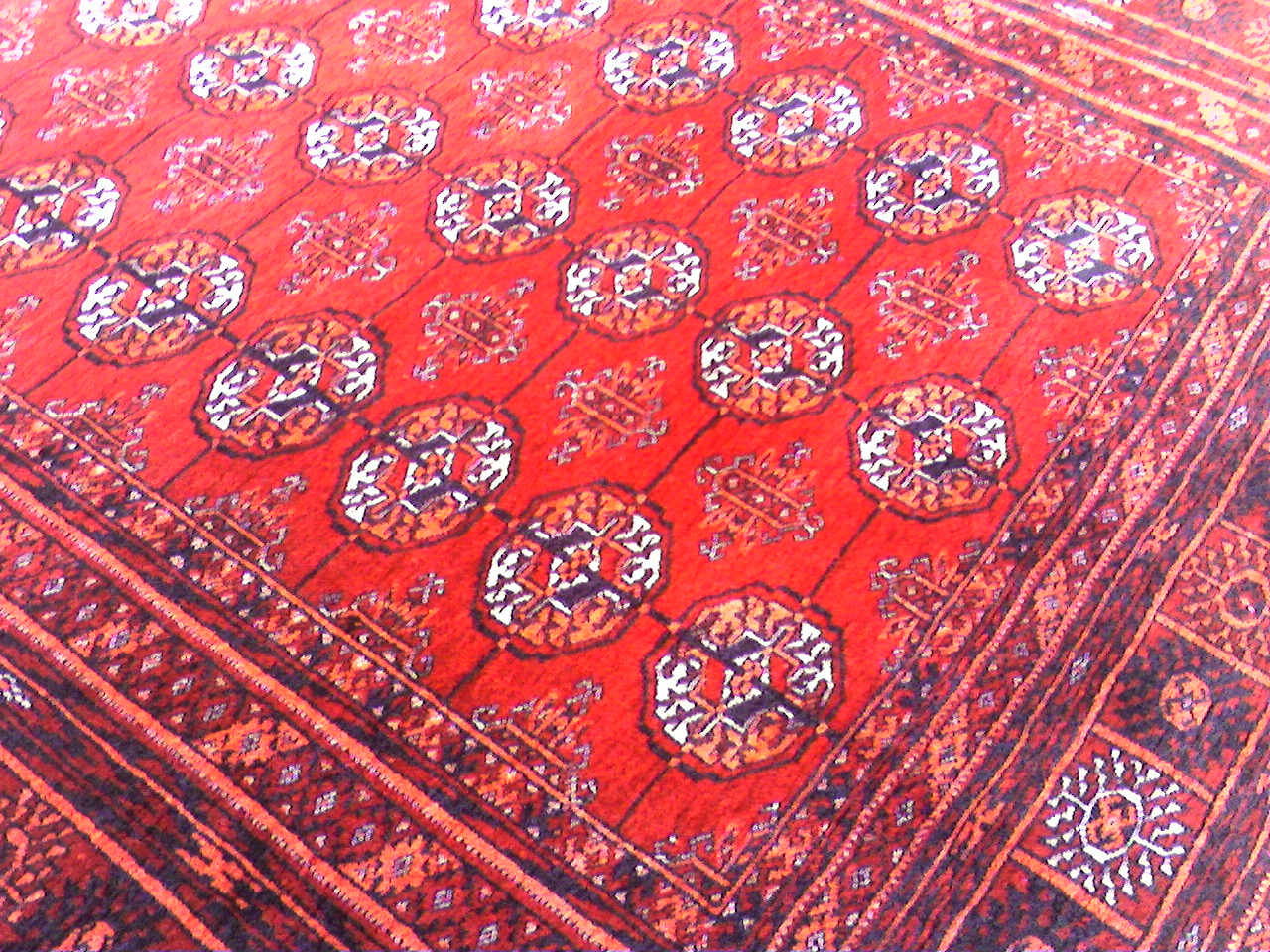
アフガン絨毯（英語版）／古来トルクメン人の絨毯で、ブハラのものが広く知られる。
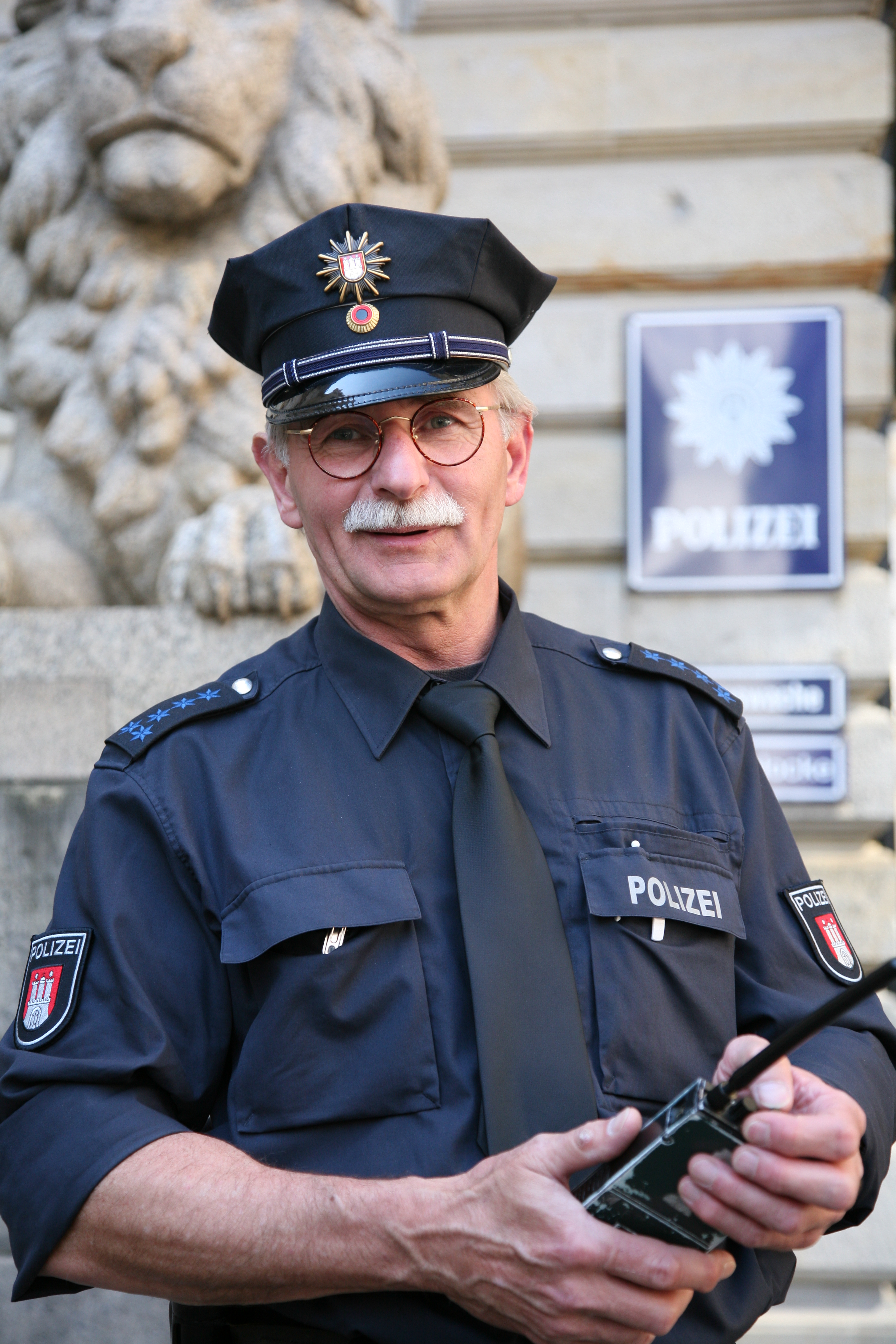
帽子が八角形になっているハンガリーの警察官の制服。
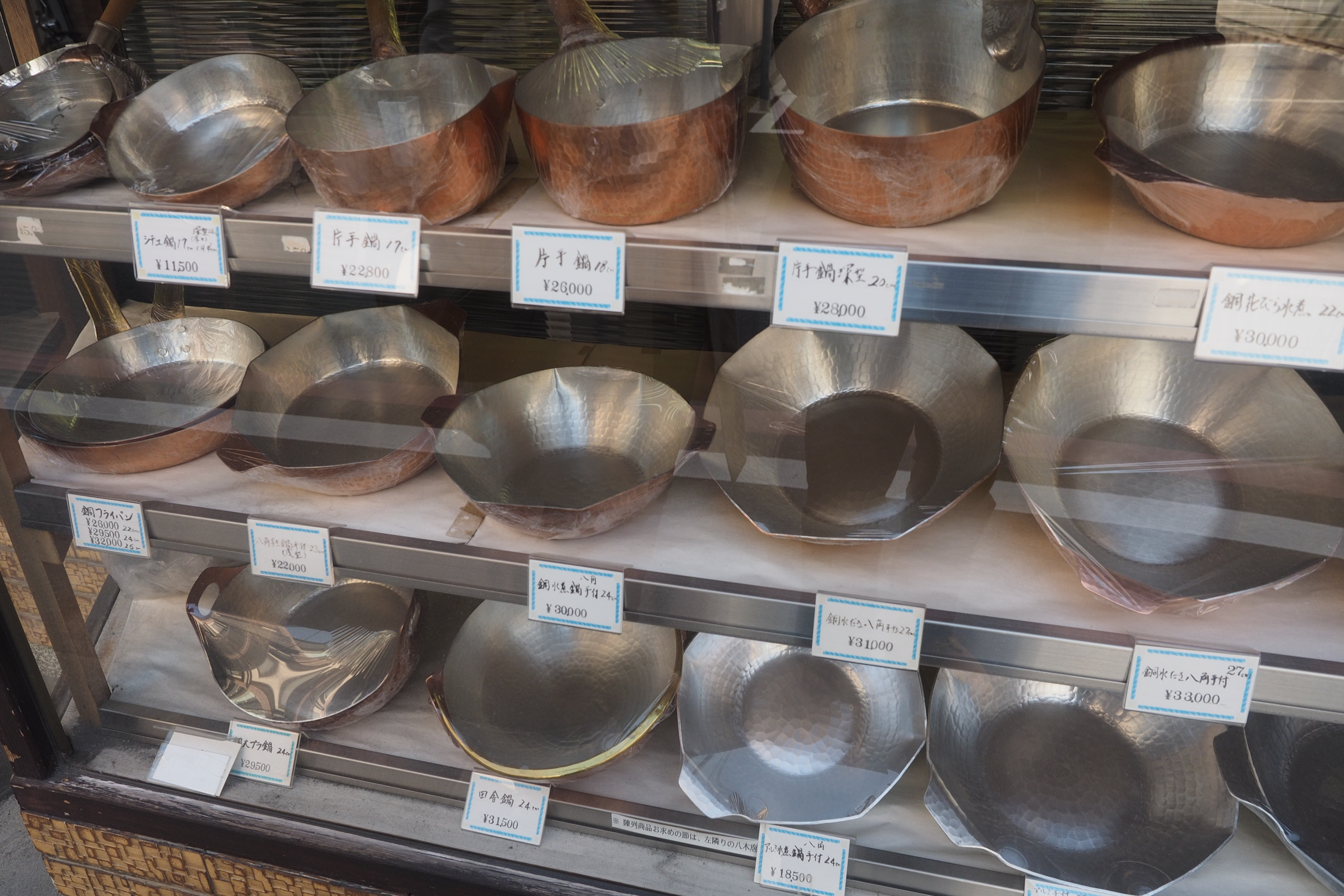
八角（八角鍋）
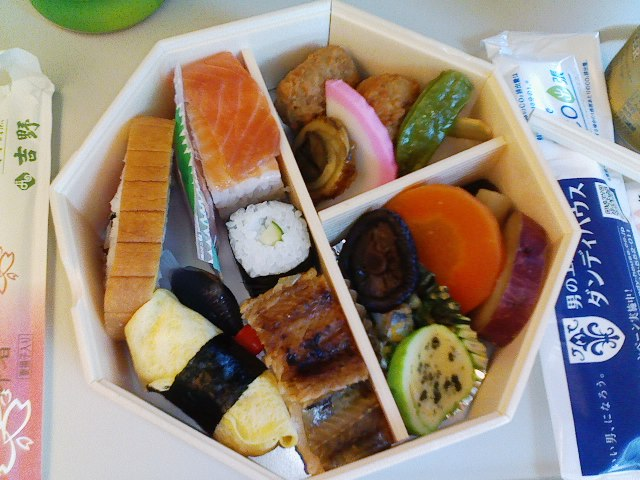
折詰弁当の容器が八角形。
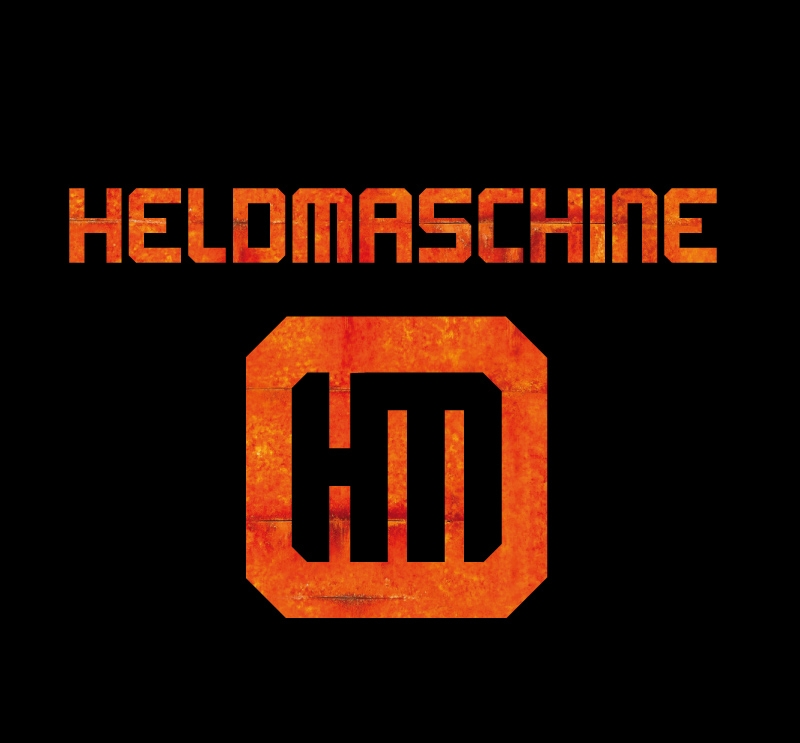
ドイツの音楽グループ Heldmaschine のロゴタイプ。
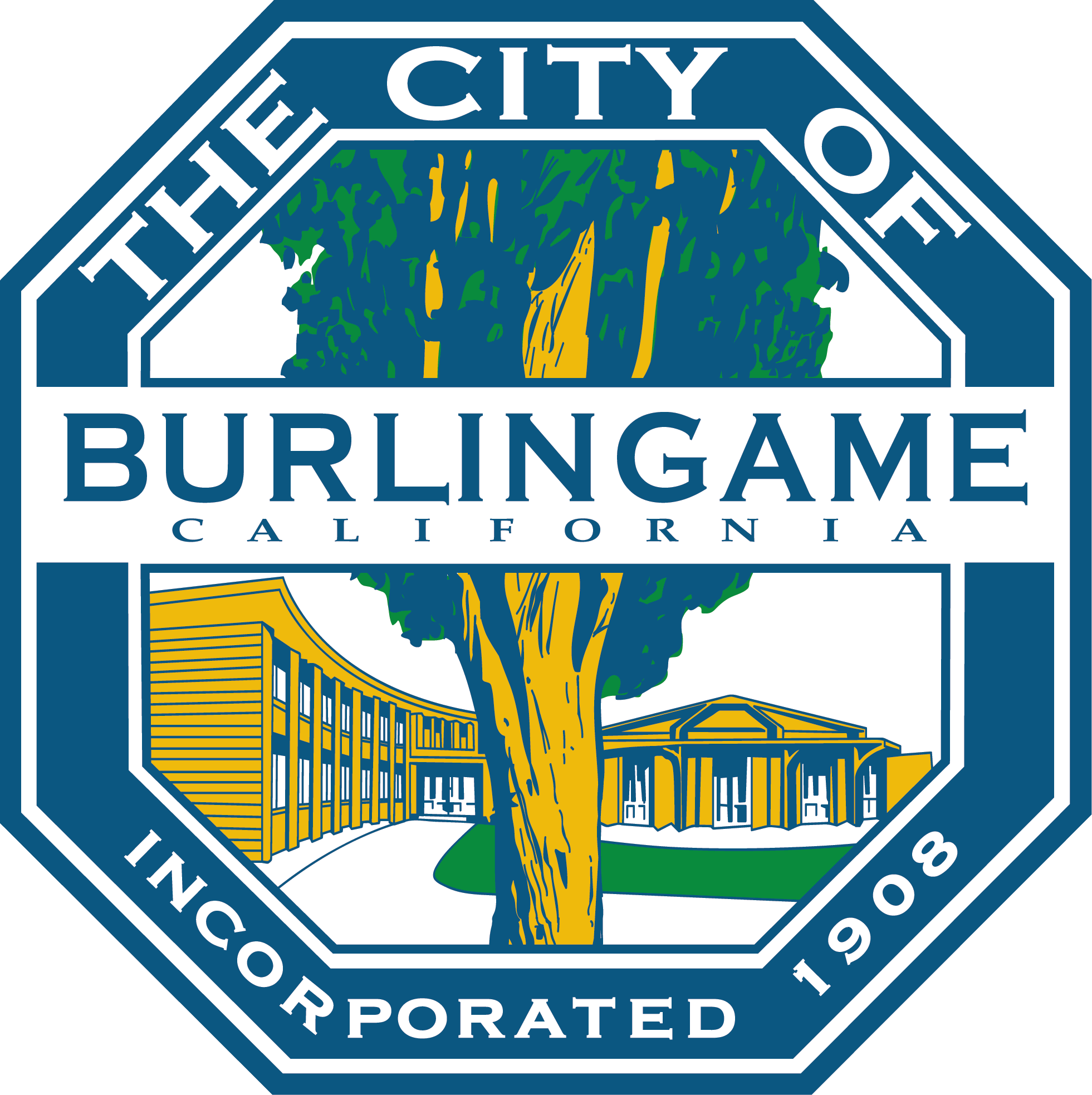
アメリカ合衆国カリフォルニア州、バーリンゲームの市章。

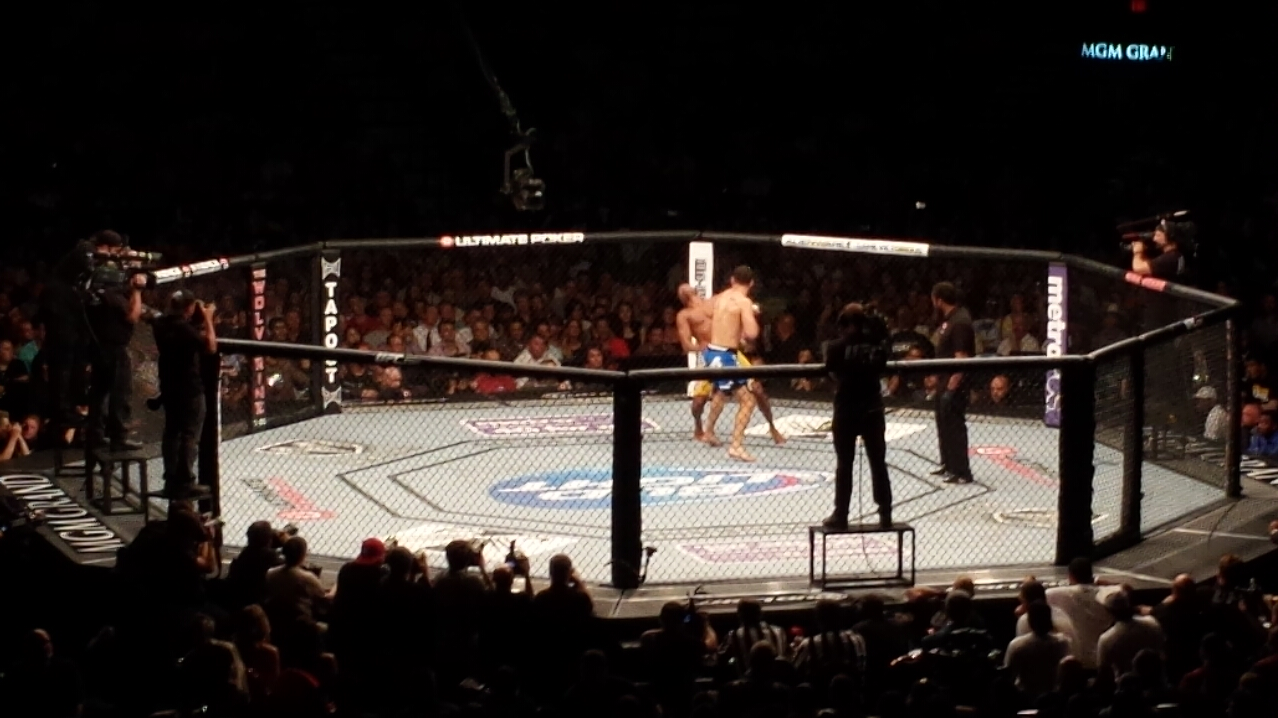
総合格闘技における、正八角形のリング「オクタゴン」／画像はUFCのもの。